# Notaden
Genre
Notaden est un genre d'amphibiens de la famille des Limnodynastidae.

## Répartition

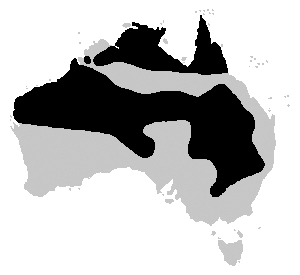
Répartition

Les 4 espèces de ce genre se rencontrent en Australie.

## Liste des espèces
Selon Amphibian Species of the World (19 novembre 2016) :
- Notaden bennettii Günther, 1873
- Notaden melanoscaphus Hosmer, 1962
- Notaden nichollsi Parker, 1940
- Notaden weigeli Shea & Johnston, 1988

## Publication originale
- Günther, 1873 : Descriptions of two new Species of Frogs from Australia. Annals and Magazine of Natural History, sér. 4, vol. 11, p. 349–350 (texte intégral).